# NGC 2807
NGC 2807 (również PGC 26213) – galaktyka spiralna (S), znajdująca się w gwiazdozbiorze Raka. Odkrył ją Heinrich Louis d’Arrest 17 lutego 1863 roku.